# Мінкус Михайло Адольфович
Михайло (Моїсей) Адольфович Мі́нкус (рос. Михаил Адольфович Минкус; 25 грудня 1905, Одеса — 31 серпня 1963, Турку) — радянський архітектор єврейського походження. Лауреат Сталінської премії I ступеня за 1949 рік.

## Біографія
Народився 12 [25] грудня 1905 в місті Одесі (нині Україна) в сім'ї архітектора Адольфа Борисовича Мінкуса. Молодший брат Бориса Мінкуса. У дитинстві здобув добру домашню освіту. Малюнок йому викладав Пінхос Сабсай. Протягом 1915—1919 років навчався в Одеському першому реальному училищі; середню освіту закінчив у 1923 році у Будпрофшколі. У 1923—1925 роках навчався на архітектурному факультеті Одеського інституту образотворчих мистецтв у майстерні професора Мойсея Замечека, а протягом 1925—1930 років — у Вищому художньо-технічному інституті у Ленінграді, де його викладачами були Леонтій Бенуа, Андрій Білогруд, Сергій Серафимов, Іван Фомін, Володимир Щуко, Володимир Гельфрейх. Отримав звання архітектора-художника.
Після закінчення навчання у 1930 році направлений до Москви, де працював у різних проєктних організаціях. Під час німецько-радянської війни 10 вересня 1941 року був мобілізований до Червоної армії і після проходження курсів удосконалення командного складу Воєнно-інженерної академії імені Валеріана Куйбишева направлений у військову частину для проходження служби. Працював на будівництві оборонних рубежів навколо Москви, командував саперним підрозділом. Демобілізований навесні 1944 року.
Після війни продовжив працювати у Москві. Раптово помер 31 серпня 1963 у місті Турку, під час поїздки групи архітекторів по Фінляндії. Похований у Москві на Новодівичому цвинтарі (ділянка № 5). Надгробок на його могилі виконаний архітектором Соломоном Левітаном.

## Творчість

### Архітектурна діяльність

#### Проєкти
1925—1930
- Реставрація ансамблю Старого базару в Одесі (1925)[11];
- Гараж легкових машин (1929, переддипломний)[11];
- Басейн для плавання (1929, переддипломний з конструктивним розрахунком)[11];
- Шкірзавод Укршкіртресту в Харкові (1929, разом з Адольфом Мінкусом)[11];
- Забудова житлового кварталу по Ново-Георгіївській вулиці у Ленінграді (1929)[11];
- Театр масової дії на 4 000 місць (1930, разом з В. М. Муйжелем)[11];

1931
- Гараж Всесоюзної сільськогосподарської виставки у Москві на 350 автомобілів з двоповерховою стоянкою автомобілів[11];
- Театр на 1 500 місць[11];
- Типовий гараж Союзтрансу на 250 вантажних автомобілів[11];
- Профілакторій майстерень поточного ремонту автомобілів Союзтрансу в Євласі[11];
- Майстерні капітального ремонту автомобілів Союзтрансу в Сімферополі[11];
- Будівля школи фабрично-заводського учнівства Союзтрансу в Алмати[11];

1932
- Гараж Москомтрансу в Москві на 345 таксі з двоповерховою стоянкою автомобілів[11];
- Типова станція обслуговування і ремонту Авторемпостачу на 500 автомобілів[11];
- Типова станція обслуговування і ремонту Авторемпостачу на 1 000 автомобілів[12];
- Театр робітничої молоді в Ленінграді (разом з В'ячеславом Владимировим та Н. Б. Соколовим)[12];
- Типова житлова секція для житлового будівництва Війскбуду в Москві[a][12];
- Автобаза «Інтурист» на 300 автомобілів в Москві, з триповерховою стоянкою автомобілів[12];
- Будівля Центрального архіву Жовтневої революції і Червоної армії в Москві (разом з Соломоном Левітаном)[12];

1933
- Типова лижна станція на 1 500 пар лиж[12];
- Автобаза Центрального виконавчого комітету СРСР і Всеросійського центрального виконавчого комітету на 300 автомобілів в Москві на місці Зачатівського монастиря, з шестиповерховою стоянкою автомобілів[12];
- Будинок охорони шляхів сполучення СРСР у Москві (разом з Борисом Улиничем)[12];

1934
- Реконструкція Колгоспної площі у Москві із збереженням Сухаревої вежі (співавтор Івана Фоміна при участі Олександра Великанова, Леоніда Полякова, Ігоря Рожина)[12];
- Автобаза Заводу імені Лихачова на 500 вантажних автомобілів у Москві з п'ятиповерховою стоянкою автомашин[12];
- Будівля універмагу Мосторгу (разом з Георгієм Олтаржевським)[12];

1936
- Реконструкція комплексу будівель Московського інституту хімічного машинобудування (разом з Людмилою Варзар)[12];
- Гараж № 5 Мосавтотрансу на 600 таксі в Москві, з п'ятиповерховою стоянкою для автомашин[12];

1937
- Архітектурне оформлення вежі, що лишилася на площі Старого базару в Одесі[13];
- Архітектурне оформлення фасадів будівлі комбінату Дитячої книги Дітвидаву при ЦК ВЛКСМ[13];

1938—1941
- Новий навчально-лабораторний корпус і реконструкція та надбудова напівкруглого корпусу Московського інституту хімічного машинобудування. Виконані робочі креслення (1938)[13];
- Реконструкція і забудова Садового кільця (вулиця Чкалова) від річки Яузи до Москви-ріки (1939—1940, разом з Іллею Голосовим та Василем Кусаковим)[13];
- Забудова Таганської площі (1939—1940, разом з Іллею Голосовим; два варіанти)[13];
- Фасад колгоспного кіно для північних районів (1941)[13];

1944—1945
- Низькі металеві грати (штахети, 9 типів) і металеві грати (12 типів) для скверів та набережних Москви[13];
- Огорожа скверу на Театральній площі в Москві (три варіанти; разом з Володимиром Гельфрейхом)[13];
- Реконструкція і забудова вулиці Чкалова (від Курського вокзалу до Краснохолмського мосту), річки Яузи і Таганської площі (низка варіантів протягом 1944—1947 років)[13];

1946
- Реконструкція і забудова Смоленської площі, Ростовської і Смоленської набережних (разом з Володимиром Гельфрейхом)[13];
- Будівлі міністерств на Смоленській площі в Москві (серія варіантів; разом з Володимиром Гельфрейхом)[13];
- Реконструкція Преображенського кладовища в Москві[13];

1947
- Меморіальна дошка на будинку де мешкав і працював Ілля Рєпін у Москві (барельєф роботи скульптора Сергія Моргачова)[b][13];
- Висотна адміністративна будівля на Смоленській площі в Москві (три форпроєкти і два ескізні проєкти; разом з Володимиром Гельфрейхом)[c][14];
- Огорожа будинку відпочинку архітекторів СРСР в Гаграх (виконані робочі креслення; разом з Людмилою Варзар)[14];

1952—1956
- Надгробний пам'ятник Євгену Лансере на Новодівичому кладовищі в Москві [d][14];
- Новоарбатський міст в Москві. Варіант Проєктстальконструкції[14];

1957—1959
- Комплекс будівель Західно-Сибірської філії академії будівництва і архітектури СРСР у Новосибірську (разом з Н. І. Гришиним та Валерієм Жилкіним; затверджений)[14];
- Будівля посольства СРСР у Белграді (два проєкти; не реалізовані)[14];
- Телевізійна башта в Москві (металевий варіант)[14];
- Житлові будинки готельного типу на західній стороні Смоленської площі (два варіанти; разом з Людмилою Варзар)[14];
- Типові школи на 320, 480 і 960 учнів (разом з Е. С. Бєлєнькою та Т. Н. Костомаровим)[14];

1960—1963
- Пам'ятник на могилі Володимира Щуко на Новодівичому кладовищі в Москві. Робочі креслення[15];
- Комплекс 14-ти поверхових готелів на Смоленській площі в Москві (разом з Людмилою Варзар)[15];
- Пам'ятник Володимиру Леніну в Усольї-Сибірському (скульптор Леонід Тазьба; затверджений до будівництва)[15];
- Нова будівля Міністерства зовнішньої торгівлі на Бережковській набережній в Москві (низка варіантів) і реконструкція площі Київського вокзалу (не закінчений)[15];
- Пам'ятник піонеру-герою Колі М'яготіну в Кургані (скульптор Юрій Поммер, прийнятий до будівництва)[15].

конкурсні
1922—1926
- Палац праці у Москві (1922, разом з Адольфом Мінкусом; заохочувальна премія)[11];
- Будівля Акціонерного товариства «Аркос» у Москві (1923—1924, разом з Адольфом Мінкусом)[11];
- Пам'ятник Володимиру Леніну в Одесі (1924; перша рекомендація на придбання)[11];
- Будівля Промбанку в Свердловську (1925, разом з Адольфом Мінкусом; 3-я премія)[11];
- Пам'ятник на місці дуелі Олександра Пушкіна (1926; 4-та премія)[11];
- Будинок Текстилю в Москві (1926, разом з Адольфом Мінкусом)[11];

1931
- Будинок культури Союзу працівників кооперації та держторгівлі в Москві (разом з Георгієм Олтаржевським; визнаний кращим і премійований)[11];
- Будинок культури у Вятці[11];
- Будівля Військової академії імені Михайла Фрунзе у Москві (I тур разом з А. С. Ромовим; визнаний кращим і премійований)[11];

1932
- Типові бензозаправочні станції Авторемпостачу (1-ша та 4-та премії)[12];
- Автобаза Центрального виконавчого комітету СРСР і Всеросійського центрального виконавчого комітету на 250 автомобілів в Москві, з 4-поверховою стоянкою автомобілів (визнаний кращим)[12];
- Будівля Військової академії імені Михайла Фрунзе у Москві (II тур разом з А. С. Ромовим)[12];

1934
- Державний театр Туркменської РСР в Ашгабаті (співавтор Іван Фомін)[12];
- Автобаза Центрального виконавчого комітету СРСР і Всеросійського центрального виконавчого комітету на 800 автомашин у Москві на Краснохолмській набережній, з семиповерховою стоянкою автомашин (визнаний кращим)[12];
- Народний комісаріат важкої промисловості на Красній площі у Москві (співавтори: Іван Фомін, Павло Абросимов)[12];

1935
- Великий Краснохолмський міст у Москві, варіант Стальмоста (разом з Людмилою Варзар, інженер А. П. Єрченко)[e][12];
- Великий Кам'яний міст у Москві, варіант Стальмоста (за участю Н. С. Зарубіна, інженер В. А. Росновський)[12];
- Великий Кам'яний міст у Москві, варіант Міськмоста (за участю Н. С. Зарубіна, інженер Н. Я. Калмиков)[f][12];

1939—1941
- Пам'ятник на могилі Володимира Щуко в Москві (1940, I тур; подячна премія)[13];
- Пам'ятник на могилі Володимира Щуко на Новодівичому кладовищі в Москві (1941, II тур; перша премія, почесна грамота Спілки радянських архітекторів СРСР)[13];

1944—1945
- Пам'ятник на могилі Зої Космодем'янської на Новодівичому кладовищі у Москві (два проєкти; разом з Володимиром Гельфрейхом)[13];
- Типова будівля райкому ВКП(б) (визнаний кращим)[13];
- Типова будівля чотирикласної школи (разом з Адольфом Мінкусом; друга премія)[13];
- Пасажирські будівлі на залізничній магістралі Москва—Рига (5 типів; визнані кращими і премійовані)[g][13];

1946—1956
- Пам'ятник героїчним захисникам Москви 1941—1942 років на кладовищі Донського монастиря у Москві (1946, три варіанти)[13];
- Пантеон — пам'ятник вічної слави великих людей Радянської країни на Ленінських горах у Москві (1954, разом з Володимиром Гельфрейхом)[14];

1958—1960
- Палац Рад у Москві (1958, разом з Володимиром Гельфрейхом)[14][16];
- Пам'ятник Володимиру Леніну на Воробйових горах у Москві (1959, разом із скульптором Матвієм Манізером)[15];
- Пам'ятник Миколі Чернишевському в Москві (1960, скульптор Юрій Поммер)[15].

##### Реалізовані проєкти
у Москві
- Внутрішнє оздоблення головного входу і вестибюля нової будівлі Наркомату оборони СРСР (1934, разом з Людмилою Варзар та Левом Руднєвим)[12];
- Надбудова і загальна реконструкція корпусу Інституту хімічного машинобудування (1934)[12];
- Автобаза Центрального виконавчого комітету СРСР (урядовий гараж) на 600 автомашин на Пресненському Валу, з шестиповерховою стоянкою автомашин (1935, разом з Людмилою Варзар та Л. Давидовичем)[h][16][12];
- Павільйон «Зерно» на Всесоюзній сільськогосподарській виставці (1936; проєктувався як павільйон «Тваринництво», збудований у 1938—1939 роках)[16][12];
- Великий Кам'яний міст (1936; співавтори: Володимир Щуко, Володимир Гельфрейх, інженер Н. Я. Калмиков; збудований 1938 року)[i][12];
- Внутрішнє оздоблення клубного корпусу урядового гаража на Пресненському Валу (1939—1940, разом з Людмилою Варзар)[13];
- Міст-шляхопровід на Варшавському шосе (1945)[13][16];
- Будівля Міністерства закордонних справ СРСР на Смоленській площі (1948—1952, співавтори Володимир Гельфрейх; Сталінська премія)[14];
- Станція метро «Ботанічний сад» (1952, співавтор Володимир Гельфрейх)[16][14];
- Сквер на площі Пушкіна (1949—1950, разом з Абрамом Заславським)[13][16];
- Житлові будинки на Смоленській площі та набережній (1956—1963, разом з Людмилою Варзар)[14];
- Планування та забудова мікрорайону Давидково у Київському районі (з 1963 року, у співавторстві з Михайлом Адріановим, Віталієм Соколовим, М. В. Лебовою)[15].

в інших містах
- Підпірна стінка до воріт Воронцовського палацу в Одесі (1923—1924)[11];
- Державна взуттєва фабрика № 4 у Києві (1928, разом з Адольфом Мінкусом; збудована 1-ша черга)[11];
- Експериментальний льонозавод у Торжку (1932, разом з Василем Єрамішанцевим)[12];
- Будівля торгового представництва СРСР у Делі в Індії (1956—1959, спільно з архітектором Миколою Полюдовим)[14].

Автор архітектурної частини низки надгробків у Москві та архітектурної частини низки пам'ятників:
надгробки
- на могилі Івана Фоміна на Новодівичому кладовищі (1949—1951, барельєф скульптора Георгія Мотовилова[13])[16];
- на могилі Григорія Лимановського на Введенському кладовищі (1953—1955)[14];
- на могилі Олександра Скрябіна на Новодівичому кладовищі (1956)[16][14];
- на могилі Михайла Шаронова на Новодівичому кладовищі (1959—1961)[15];
- на могилі Олександра Матвеєва на Новодівичому кладовищі (1962—1963)[15][16];
- на могилі Н. П. Налетова на Новодівичому кладовищі (встановлений у 1964 році)[15].
- на могилі Василя Кусакова на Новодівичому кладовищі (встановлений у 1964 році)[15].

пам'ятники
- Олександрові Пушкіну в Ростові-на-Дону (1956—1959; скульптор Гаврило Шульц)[17][14];
- Карлу Марксу в Ростові-на-Дону (1959, скульптор Мойсей Альтшулер)[17][14].

#### Праці[18]
Автор праць з питань архітектури, зокрема:
опубліковані
- «Гаражи» // «Советская архитектура», 1933, № 3;
- «Проектирование Краснознаменной Военной академии РККА им. Фрунзе» // «Советская архитектура», 1933, № 5;
- «Проект типовой бензинозаправочной станции» // «Советская архитектура», 1933, № 6;
- «Проект Государственного театра в Ашхабаде» // «Архитектура СССР», 1934, № 9 (співавтор Іван Фомін);
- «Дом Наркомтяжпрома в Москве» // «Архитектура СССР», 1934, № 10; (співавтори Іван Фомін, Павло Абросимов);
- «Выставка работ академика архитектуры И. А. Фомина» // «Архитектурная газета», 1936, № 24;
- «Проект правительственного гаража» // «Мотор», 1936, № 12 (співавтор Л. Давидович);
- «Ближе к творческим задачам (о работе Украинского отделения Союза советских архитекторов)» // «Архитектурная газета», 1938, № 71 (співавтор Сергій Кожин);
- «Дом правительства УССР в Киеве» // «Архитектурная газета», 1938, № 33, 12 червня;
- «Решетки Большого Каменного моста в Москве» // «Творчество», 1938, № 11 (співавтори Володимир Щуко, Володимир Гельфрейх);
- «Горьковский радиус Московского метрополитена, станция „Площадь Свердлова“» // «Архитектурная газета», приложение, 1938, № 46;
- «Биография мастера (В. А. Щуко)» // «Архитектурная газета», приложение, 1939, № 5;
- «Творческий путь В. А. Щуко» // «Архитектурная газета», приложение, 1939, № 12;
- «Владимир Алексеевич Щуко (творческий путь)» // «Архитектура СССР», 1939, № 1;
- «Многоэтажные гаражи в СССР» // «Архитектура СССР», 1940, № 1;
- «Административное здание на Смоленской площади» // «Архитектура и строительство», 1949, № 6 (співавтор Володимир Гельфрейх);
- «20-этажное административное здание на Смоленской площади» // «Городское хозяйство Москвы» // 1949, № 7 (співавтор Володимир Гельфрейх);
- «20-этажное здание на Смоленской площади» // «Советское искусство», червень 1949, № 24 (співавтор Володимир Гельфрейх);
- «20-этажное здание в Москве» // «Знание — сила», 1949, № 6 (співавтор Володимир Гельфрейх);
- «Высотные здания в ансамбле города» // «Советское искусство», 1951, № 99 (співавтор Володимир Гельфрейх)[j];
- «Архитектура внутренних помещений высотного здания на Смоленской площади» // «Строительство и архитектура Москвы», 1953, № 2 (співавтор Володимир Гельфрейх);
- «И. А. Фомин» (монографія). Співавтор Нісс Пекарєва / Академия архитектуры СССР. Госстройиздат, Москва, 1953;
- «Архитектурные железобетонные детали фасадов двух-пятиэтажных каменных жилых домов для строительства в РСФСР» / Бюлетень № 1 Московской архитектурной мастерской Министерства строительства СССР. Москва, 1955;
- «Талантливый мастер (к 70-летию В. Г. Гельфрейха)» // «Московский строитель», 26 травня 1955 (співавтор Олександр Хряков);
- «Реконструкция и застройка Смоленской площади (техническая информація ин-та Моспроект, № 2—3)»;
- «На путях творческой перестройки» // «Архитектура СССР», 1958, № 4;
- «Гостинница на Смоленской площади» // «Строительство и архитектура Москвы», 1962, № 8;
- «Давыдково. Новый жилой массив в Киевском районе» // «Строительство и архитектура Москвы», 1963, № 5;
- «О завершении градообразующих архитектурных комплексов» // «Строительство и архитектура Москвы», 1963, № 11;

неопубліковані
- «Лыжные станции» (робота виконана у 1933 році в Академії комунального господарства)[k];
- «Монография по архитектуре высотного административного здания на Смоленской площади», 1953;
- «Владимир Александрович Щуко (1878—1939), очерк о жизни и деятельности для книги „Люди русской науки“», 1954;
- «Иван Александрович Фомин (1872—1936), очерк о жизни и деятельности для книги „Люди русской науки“», 1954.

### Образотворче мистецтво[19]
Живопис і малюнок займали друге місце у творчості митця. Багато подорожуючи Радянським Союзом створив серії робіт з архітектури російських міст, монастирів-фортець, садибних і церковних споруд, дерев'яної архітектури російського села, російської Півночі і республік СРСР. Створював акварельні картини, малював чорним і кольоровими олівцями, вугіллям, сангіною, пастеллю, крейдою, застосовував мішані техніки. Серед робіт:
- серія «Архітектура Старої Одеси» (1920—1925);
- серія робіт з архітектури Таганрога, Херсона, Кременчука (1924, 1935):
  - «Старий ринок у Херсоні» (1935);
- серія «Архітектура узбережжя Криму» (1924, 1933—1934);
  - «Стара Ялта» (1934);
- серія «Архітектура Архітектура Москви, що минає» (1934—1941):
  - «Дзвіниця церкви Успіння у Москві» (1935);
- серія «Архітектура старих російських міст» (1938—1943):
  - «Ярославль. Ансамбль у слободі Коровники» (1941);
- серія «Архітектура монастирів-фортець» (1938—1944);
- серія робіт з архітектури підмосковних та інших садибних та культових будівель (1939—1943);
- серія «Архітектура російського села» (1941—1943);
- серія «Архітектура міст Прибалтики» (1953—1955):
  - «Стара Рига» (1954);
  - «Вільнюс. Дворик лютеранської кірхи» (1955);
- серія «Архітектура Грузії» (1954);
- серія «Архітектурра Гірської Сванетї (Местія)» (1954);
- серія «Архітектура Вірменії» (1954):
  - «Вірменія. Скельний храм Гегард»;
- серія «Архітектура Російської Півночі» (1955):
  - «Каргополь»;
  - «Соловецький монастир»;
  - «Північне російське село»;
- серія «Архітектура Середньої Азії» (1956):
  - «Середня Азія. Хіва»;
  - «Середня Азія. Самарканд. Шах-і-Зінда»;
  - «Середня Азія. Хіва. Куполи Палван-Дарвазу»;
- серія «Архітектура Баку» (1957):
  - «Баку. Вулиця у фортеці»;
- серія робіт з архітектури Китаю: Пекін, Ухань, Кантон, Шанхай (1958);
- серія «Архітектура Дагестану» (1959):
  - «Дагестан. Аул Чох».

Автор подорожніх замальовок архітектури:
- Німецької Демократичної Республіки та Чехословацької Соціалістичної Республіки (1961);
- Стамбула, Афін, міст Єгипту (1962);
- Львова, Костроми, Ростова Великого, Переяславля-Залєського, Вишнього Волочка, Торжка, Астрахані, Пскова, Печори, Ізборська та інших міст (1962—1963).

## Виноски
1. ↑  Здійснена при будівництві будинку Військбуду на Тишинській площі.
2. ↑  Відлита у бронзі, не встановлена.
3. ↑  2-й варіант ескізного проєкту був схвалений.
4. ↑  Взятий у будівництво, але не реалізований.
5. ↑  Застосований для Кримського мосту.
6. ↑  Покладений в основу подальшого проєктування.
7. ↑  Використані Союзтранспроєктом при проєктуванні пасажирських будівель на залізницях СРСР.
8. ↑  Розпочато будівництво у 1936—1941 роках. Збудовано на 500 автомашин.
9. ↑  Виконаний без скульптурних елементів
10. ↑  Ця стаття у розширеному вигляді розміщена у книзі «Проблема ансамбля в советской архитектуре». / Москва, 1952.
11. ↑  Витяги з цієї праці у книзі: Зверинцев С. П., Нестеров С. А. «Физкультурные сооружения» / ОНТИ, Москва. 1935.